# Budapest Eagles 2018
Questa voce raccoglie le informazioni riguardanti i Budapest Eagles nelle competizioni ufficiali della stagione 2018.

## Prima squadra

### Hungarian Football League 2018

#### Stagione regolare
| 24 marzo 2018, ore 15:00 1ª giornata | Budapest Cowbells | 26 – 7 | Budapest Eagles |  |

| 8 aprile 2018, ore 15:00 2ª giornata | Győr Sharks | 10 – 23 | Budapest Eagles |  |

| 28 aprile 2018 4ª giornata | Nyíregyháza Tigers | 59 – 22 | Budapest Eagles |  |

| 6 maggio 2018, ore 15:00 5ª giornata | Budapest Eagles | 14 – 13 | Dunaújváros Gorillaz |  |

| 19 maggio 2018 6ª giornata | Budapest Eagles | 26 – 35 | Miskolc Steelers |  |

| 2 giugno 2018 7ª giornata | Budapest Eagles | 0 – 37 | Budapest Wolves |  |

| 16 giugno 2018 8ª giornata | Fehérvár Enthroners | 40 – 20 | Budapest Eagles |  |

### Statistiche di squadra
| Competizione      | %Vittorie | In casa | In casa | In casa | In casa | In casa | In casa | In trasferta | In trasferta | In trasferta | In trasferta | In trasferta | In trasferta | Totale | Totale | Totale | Totale | Totale | Totale |
| Competizione      | %Vittorie | G       | V       | N       | P       | Pf      | Ps      | G            | V            | N            | P            | Pf           | Ps           | G      | V      | N      | P      | Pf     | Ps     |
| ----------------- | --------- | ------- | ------- | ------- | ------- | ------- | ------- | ------------ | ------------ | ------------ | ------------ | ------------ | ------------ | ------ | ------ | ------ | ------ | ------ | ------ |
| Stagione regolare | .286      | 3       | 1       | 0       | 2       | 40      | 85      | 4            | 1            | 0            | 3            | 72           | 135          | 7      | 2      | 0      | 5      | 112    | 220    |
| Totale            | .286      | 3       | 1       | 0       | 2       | 40      | 85      | 4            | 1            | 0            | 3            | 72           | 135          | 7      | 2      | 0      | 5      | 112    | 220    |

## Seconda squadra

### Divízió I 2018

#### Stagione regolare
| Szekszárd 31 marzo 2018, ore 15:00 2ª giornata | Szekszárd Bad Bones | 37 – 7 | Budapest Eagles 2 |  |

| Budapest 14 aprile 2018, ore 15:00 4ª giornata | Budapest Cowbells 2 | 42 – 0 | Budapest Eagles 2 | Angyalföldi Sportközpont |

| Fót 22 aprile 2018, ore 15:00 5ª giornata | Budapest Eagles 2 | 13 – 12 | Miskolc Renegades | Balogh Sándor Sportcentrum |

| Fót 20 maggio 2018, ore 15:00 8ª giornata | Budapest Eagles 2 | 6 – 33 | Debrecen Gladiators | Balogh Sándor Sportcentrum |

| Szombathely 26 maggio 2018, ore 15:00 9ª giornata | Szombathely Crushers | 38 – 0 | Budapest Eagles 2 |  |

| Budapest 23 giugno 2018, ore 15:00 12ª giornata | Budapest Eagles 2 | 0 – 44 | Budapest Titans | Sport13 |

### Statistiche di squadra
| Competizione      | %Vittorie | In casa | In casa | In casa | In casa | In casa | In casa | In trasferta | In trasferta | In trasferta | In trasferta | In trasferta | In trasferta | Totale | Totale | Totale | Totale | Totale | Totale |
| Competizione      | %Vittorie | G       | V       | N       | P       | Pf      | Ps      | G            | V            | N            | P            | Pf           | Ps           | G      | V      | N      | P      | Pf     | Ps     |
| ----------------- | --------- | ------- | ------- | ------- | ------- | ------- | ------- | ------------ | ------------ | ------------ | ------------ | ------------ | ------------ | ------ | ------ | ------ | ------ | ------ | ------ |
| Stagione regolare | .167      | 3       | 1       | 0       | 2       | 19      | 89      | 3            | 0            | 0            | 3            | 7            | 117          | 6      | 1      | 0      | 5      | 26     | 206    |
| Totale            | .167      | 3       | 1       | 0       | 2       | 19      | 89      | 3            | 0            | 0            | 3            | 7            | 117          | 6      | 1      | 0      | 5      | 26     | 206    |